# Pília (esposa d'Àtic)
Pília (en llatí Pilia) fou una dama romana esposa de Tit Pomponi Àtic, l'amic de Ciceró. Es coneix molt poc del seu origen i parents. Podria ser filla de Marc Pili (Marcus Pilius) al que es menciona l'any 45 aC. Quint Pili Celer, que acompanyava a Juli Cèsar a la Gàl·lia el 54 aC, era el seu germà.
Es va casar amb Pomponi Àtic el 12 de febrer del 56 aC, segons Ciceró, i a l'estiu del següent any va tenir una filla, Pompònia Àtica que després va ser la dona de Marc Vipsani Agripa. Es creu que aquesta va ser l'única descendència que va tenir. Ciceró, en les seves cartes a Àtic (Epistulae ad Atticum) parla sovint de Pília, i per la manera com ho fa, resulta evident que el matrimoni va ser feliç i que Àtic n'estava molt enamorat. Ciceró al·ludeix també a les seves freqüents indisposicions, i sembla que no tenia gaire bona salut. Corneli Nepot no la menciona en la biografia que va fer de Pomponi Àtic.